# Gravity (Iowa)
Gravity – miasto w Stanach Zjednoczonych, w stanie Iowa, w hrabstwie Taylor. Zgodnie ze spisem statystycznym z 2000 roku, miasto liczyło 218 mieszkańców.